# 刘格平

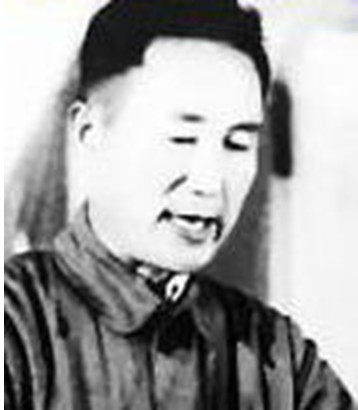
刘格平

刘格平（1904年8月8日—1992年3月11日），曾用名刘子敏、刘襄侬，男，回族，直隶（今河北）孟村人、中华人民共和国官员，中国共产党党员。

## 生平
出生于大堤东村的大地主家庭。1918年，14岁的刘格平考入直系军阀李纯部队的军校。1919年，参加五四运动。1922年在天津由共产党员张隐韬介绍加入中国社会主义青年团，1923年初，受党、团组织的派遣，回到津南家乡在青年中宣传革命思想，发展团员，成立了津南地区第一个团支部——堤东团支部，不久，北小庄团支部、王帽圈团支部、韩石桥团小组等组织相继建立。1924年被北洋军阀逮捕。1925年，被中共派往河南国民二军开展兵运工作，参加了北伐战争。1925年秋至1926年，在庆云、盐山、南皮一带与张隐韬创建“津南农民自卫军”武装起义，是中共领导的北方第一次武装起义。农民自卫军由于缺乏训练、武器落后，被国民军击溃而失败，张隐韬牺牲，刘格平化装脱险后来到天津。1925年冬，到天津组织工人起义军，任总指挥。
1926年，转入中国共产党，以顺直省委军事委员会和津南特派员身份回到津南地区开展建党工作。建立了沧县省立第二中学、泊头省立第九师范、堤东区、庆云、沧县、南皮、盐山杨马莲等县、区、学校党的组织。1926年冬，在庆云杨庄子建立津南鲁北第一个党支部。中共津南特委成立后，刘格平任特委书记，领导了津南、鲁北工作。根据中共八七会议“实行土地改革，打倒一切新旧军阀，组织农民武装斗争，建立工农苏维埃”的决定，“改造绿林武装”建立起300多人的“津南革命军”。1928年春，以庆云为中心发动农民暴动，创建“津南革命第一支队”，攻占了县城，缴了民团和警察局的枪。1928年6月因遭人举报被捕，判刑3年，经党组织多方营救于1931年出狱。党组织派遣去陕西开展对杨虎城的第十七路军的军运工作。“九·一八”事变后，在西安组建起“回族抗日救国会”，发动广大学生和各界抗日力量，开展“驱戴运动”。1932年，回到沧州，任津南特区军事委员，领导了津浦沿线地下党工作。1934年4月，领导马颊河农民抗河工暴动，4月20日在严家务村遭到河北省军警抓捕，左手中一枪，一个手指头被打掉，两个手指头被打断，只连着一点儿筋皮，因伤被捕，先后被关进庆云监狱、沧县监狱、北平宪兵三团、北平陆军监狱、北平军人反省院草岗子分院。被判无期徒刑。在北平草岚子军人反省院，1936年时任草岚子北监的中共秘密党支部书记。七七事变后，北平国民党当局把刘格平的无期徒刑减为十年有期徒刑。1944年刑满出狱，任中共渤海区党委天津临时工作委员会书记。不久调回渤海区开展民族工作，成立了山东回民协会，领导群众开展减租减息运动，支援前线。1946年12月至1949年任华东局民运部副部长，1947年10月起任中共渤海区党委委员、组织部部长，1948年1月兼任中共渤海区党委城市工作部部长。1948年2月起兼任中共渤海区党委副书记兼渤海军区副政治委员。1949年任华东人民革命大学副校长、党委副书记。1949年，出席了中国人民政治协商会议第一届全体会议，是少数民族首席代表、大会主席团执行主席。
中华人民共和国成立后，任中央人民政府委员会委员，中央人民政府民族事务委员会副主任、党组副书记（1951年10月起）。16次带领中央民族访问团到西北、西南等各少数民族地区，调查各民族社会历史情况，以便进行民主改革。1951年12月至1958年4月，兼任中共中央统战部副部长。第一届全国人民代表大会代表、常委、全国人大民族委员会主任委员，国家民族事务委员会副主任（1954年9月至1958年2月）、党组副书记（1954年9月至1954年11月）。1954年11月，兼任中央民族学院院长。中共八大中央委员，第八届中央监察委员会委员。1957年6月，第一届全国人大四次会议通过了“关于成立宁夏回族自治区的决定”，1957年11月起任中共宁夏回族自治区工委委员、代第一书记，1958年3月至1960年9月任中共宁夏回族自治区委书记处书记；1958年6月至10月任宁夏回族自治区筹备委员会主任，1958年10月至1960年9月首任宁夏回族自治区人民政府主席。1959年4月当选为第二届全国人大常委会委员、全国人大常委会民族委员会主任委员。1960年5月召开的中共宁夏回族自治区委员会第七次扩大会议上，“以刘格平为首，王志强为副的地方民族主义反党集团”遭到批判斗争，上万人因受该案牵连。1960年9月被免去在宁夏所有职务，从宁夏调到北京，挂在中央党校自修。1965年12月，出任山西省副省长。1967年3月其任山西省革命委员会主任、山西省军区第一政委、北京军区副政委。中共九大中央委员。1971年4月被下放唐山陶瓷三厂劳动6年。中共十一届三中全会后，中央经过审查，给刘格平作了结论：“没有任何政治问题”，被安排为第六届全国政协委员。任中国回民文化协进会主任、中国巴基斯坦友好协会会长等职。
1992年，刘格平因病去世。在八宝山革命公墓进行了告别仪式后，安葬在故乡大堤东村。